# Lisówko
Lisówko – wieś kociewska w Polsce, położona w województwie pomorskim, w powiecie starogardzkim, w gminie Osiek na wschodnim krańcu kompleksu leśnego Borów Tucholskich.
W latach 1975–1998 miejscowość administracyjnie należała do województwa gdańskiego.
Inne miejscowości o nazwie Lisowo: Lisowo